# Mord på beregning
Mord på beregning er en britisk-canadisk mysterium thriller instrueret af Bob Clark fra 1979.

## Medvirkende
- Christopher Plummer som Sherlock Holmes
- James Mason som Dr. John H. Watson
- David Hemmings som Kommissær Foxborough
- Susan Clark som Mary Jane Kelly
- Anthony Quayle som Sir Charles Warren
- John Gielgud som Premierminister Lord Salisbury
- Frank Finlay som Kommissær Lestrade
- Donald Sutherland som Robert Lees
- Geneviève Bujold som Annie Crook
- Chris Wiggins som Doktor Hardy